# Craniophora nigrostriata
Craniophora nigrostriata là một loài bướm đêm trong họ Noctuidae.